# Nanko-higashi (métro d'Osaka)
Nanko-higashi (南港東駅, Nankō-higashi-eki) est une station du métro d'Osaka sur la ligne Nankō Port Town dans l'arrondissement de Suminoe à Osaka.

## Situation sur le réseau
La station Nanko-higashi est située au point kilométrique (PK) 4,0 de la ligne Nankō Port Town, entre les stations Ferry Terminal  et Nanko-guchi.

## Histoire
La station a été inaugurée le 16 mars 1981.

## Services aux voyageurs

### Accès et accueil
La station est ouverte tous les jours.

### Desserte
- Ligne Nankō Port Town :
  - voie 1 : direction Suminoekoen
  - voie 2 : direction Cosmosquare